# Violante do Canto

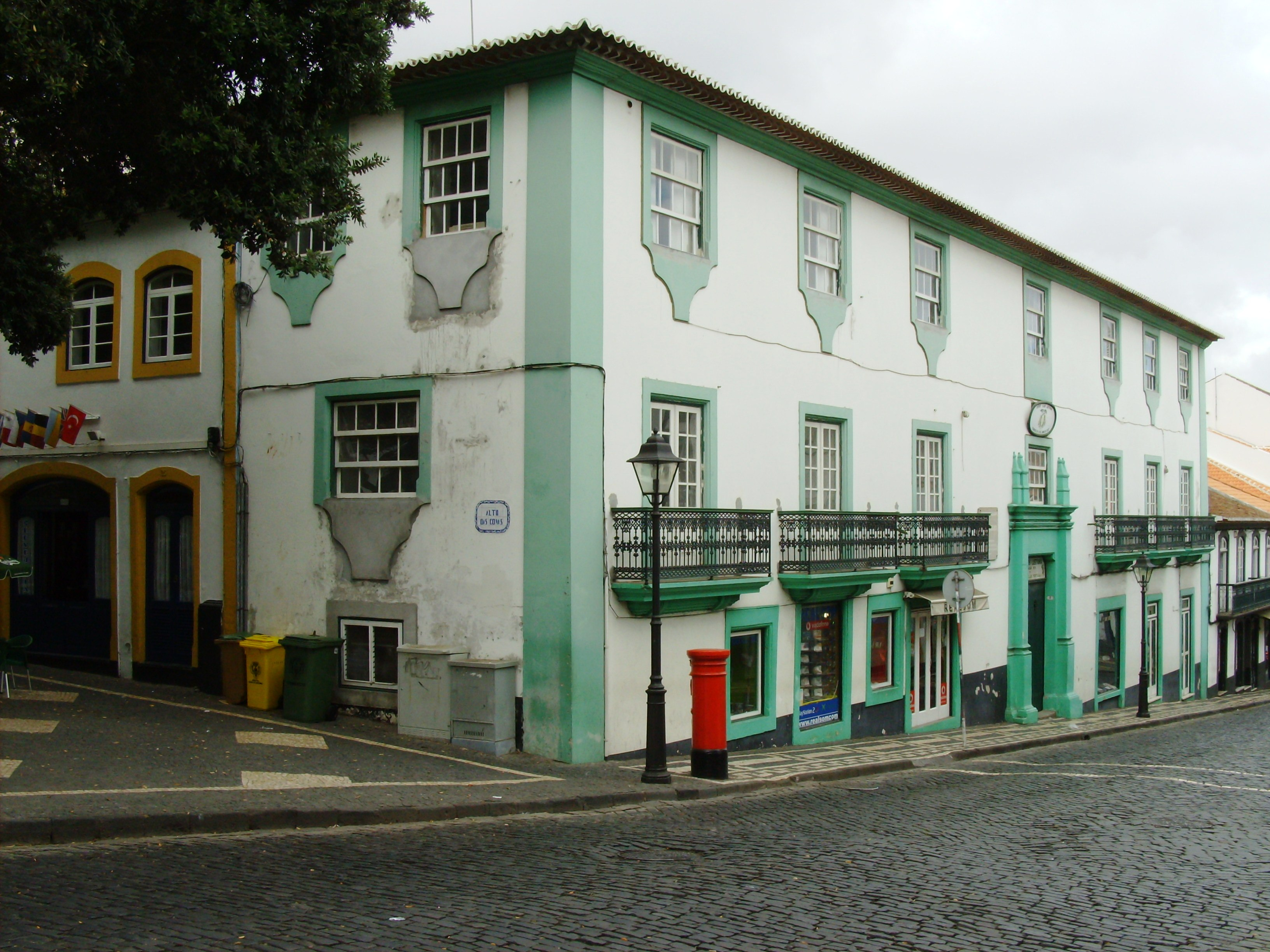
Casa de D. Violante do Canto, Angra do Heroísmo.

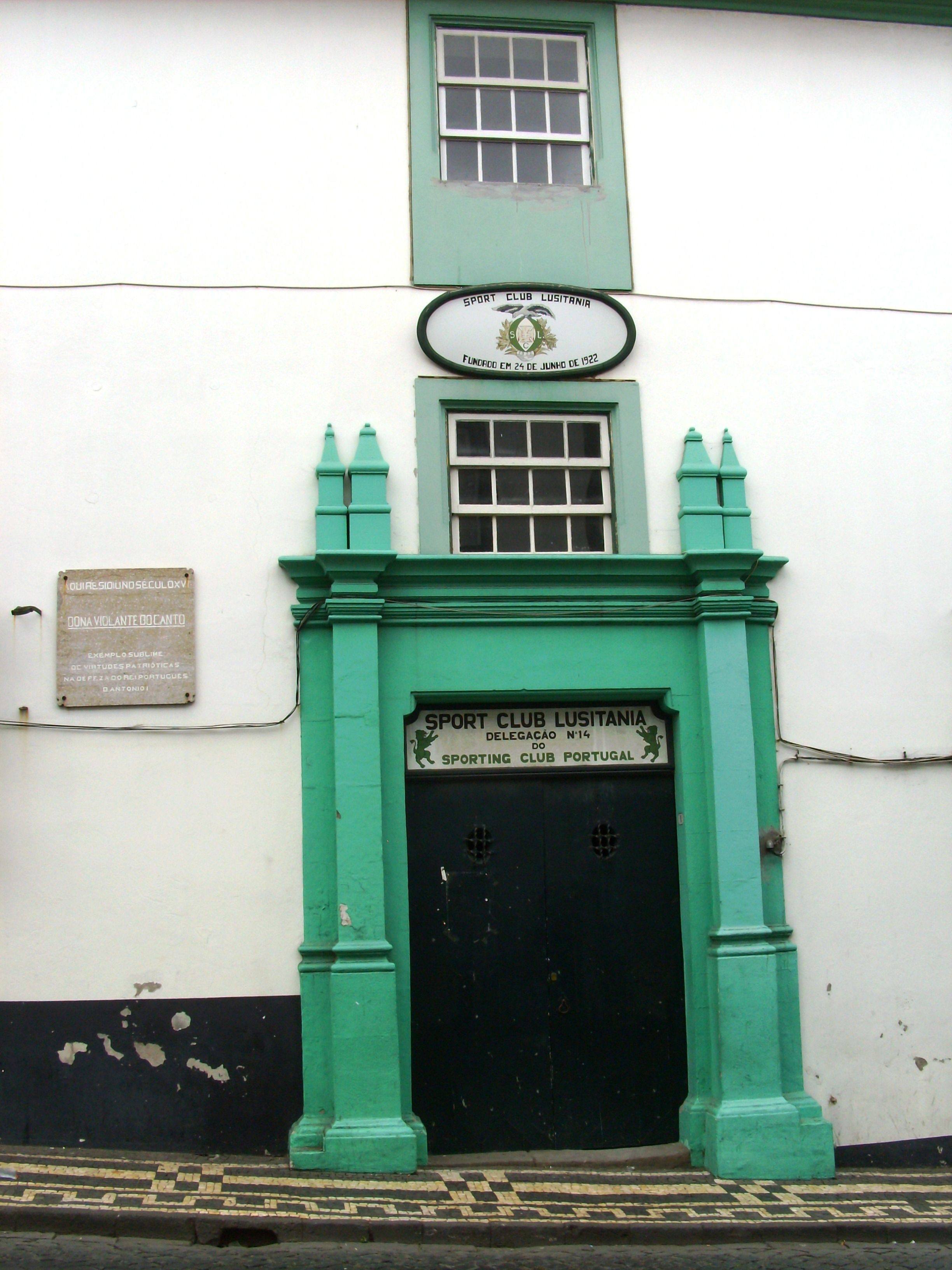
Casa de D. Violante do Canto, Angra do Heroísmo: portada.

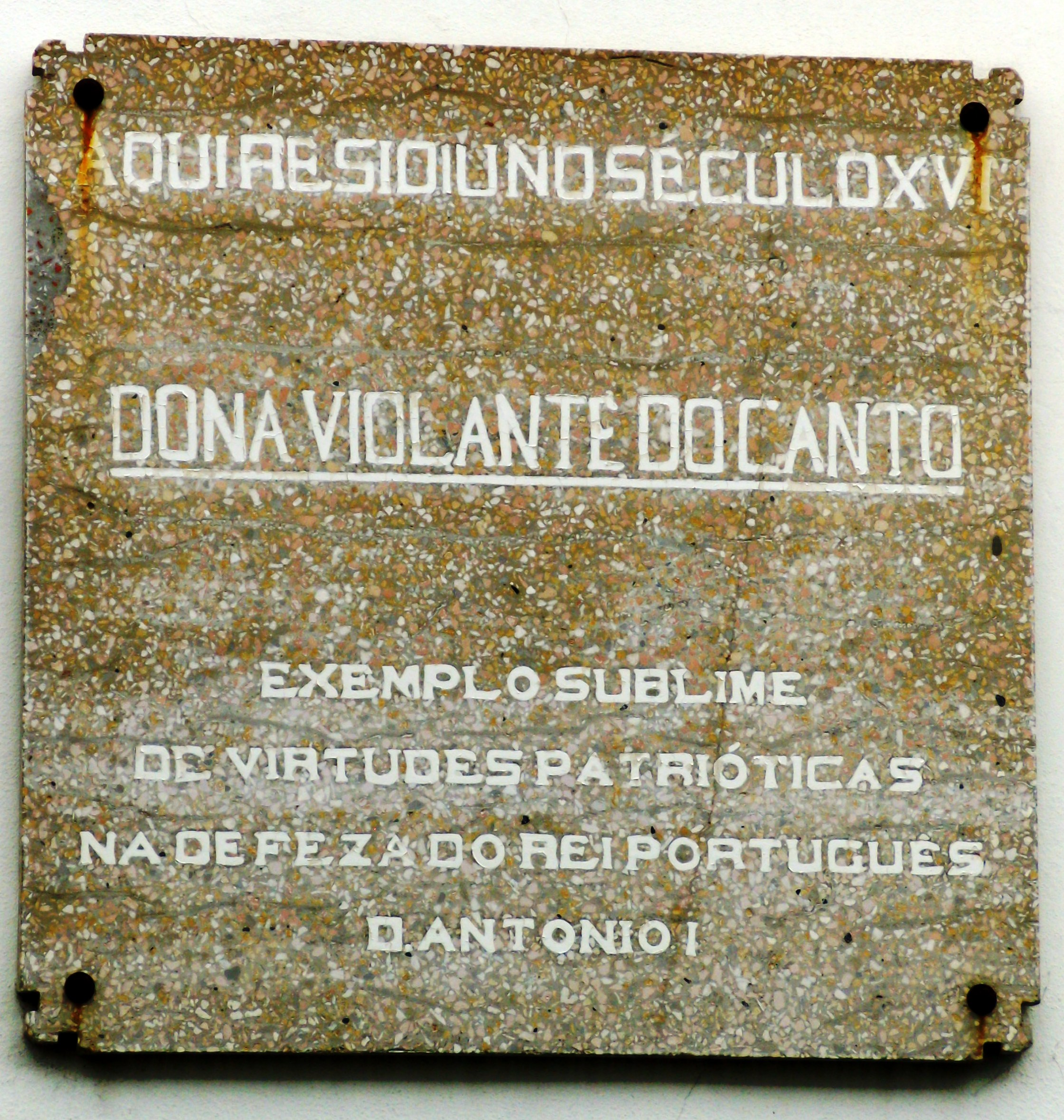
Casa de D. Vilante do Canto, Angra do Heroísmo: placa alusiva.

Violante do Canto (Angra, Agosto de 1556 — Lisboa, 17 de Novembro de 1599) foi uma aristocrata açoriana.
No contexto da crise de sucessão de 1580, distinguiu-se entre os principais apoiantes de António I de Portugal na luta contra Filipe II de Espanha. Recorrendo à sua grande fortuna e prestígio social, financiou o partido Antonino em Angra, proporcionando-lhe os recursos e a credibilidade necessários para o manter dominante na fase mais adversa da resistência angrense à união com a Espanha.
A aura de romantismo e nacionalismo de que a sua figura foi cercada, nomeadamente pelas obras de divulgação historiográfica de Gervásio Lima, transformaram-na em uma das personagens míticas da história dos Açores, personificando a heroína patriota e desinteressada que tudo sacrifica pela independência nacional. Essa imagem mítica de Violante do Canto foi fortemente explorada pela propaganda do Estado Novo, alçando-a a símbolo do portuguesismo açoriano.

## Biografia
Foi filha de João da Silva do Canto e de sua esposa, Isabel Correia, neta pelo lado paterno de Pero Anes do Canto, 1º Provedor das Armadas, e de sua esposa, Violante da Silva; e pelo lado materno de Jácome Dias Correia e de Brites (Beatriz) Rodrigues Raposo, da Ilha de São Miguel. Em seu assento de nascimento, lavrado em 1556, consta:
"...em cinco dias do mês de Agosto da era de 1556 anos, baptizou o reverendo chantre a uma filha do senhor João da Silva do Canto e de sua mulher D. Isabel, e nomeia a criança Violante, e foram padrinhos o senhor Vasco da Cunha, Pedro Homem da Costa, D. Iria, mulher do senhor João Vaz de Sousa e D. Beatriz, mulher do senhor António do Canto e a parteira Margarida Gonçalves..."
Criada com grande desvelo no seio de uma das mais ricas famílias insulares, sabe-se, pelos testamentos de seus pais, que foi entregue, desde um ano de idade e na casa paterna, à criação e ao ensino de Simoa Monteira, que se acredita ter sido mãe de uma sua meia-irmã. Foi esta ama que a ensinou a ler, escrever, rezar, coser e todos os demais requisitos à formação de uma jovem da sua condição sócio-económica.
Muito jovem e ainda solteira tornou-se herdeira de grande fortuna, resultante da terça de sua mãe, composta por bens móveis e imóveis na ilha de São Miguel. Aos 21 anos de idade, por tutores e curadores, a saber, Aires Jácome Correia (primo) e Gonçalo Vaz de Sousa (padrinho), sucedeu a seu pai na administração de todos os bens e do vínculo instituído por seu avô, Pero Anes do Canto. Esta situação fez dela a mais rica aristocrata açoriana de sua época e um dos mais desejados partidos do arquipélago.
Com a eclosão da crise de sucessão de 1580, aparentemente levada por um nacionalismo romântico, divergiu da maioria da sua parentela e da aristocracia terceirense, apoiando o partido de António I de Portugal contra as pretensões ao trono português de Filipe II de Espanha. Colocava-se assim, aos vinte e quatro anos de idade, ao lado da apaixonada reacção popular contra a união pessoal com a Espanha, que entretanto varria a Ilha Terceira.
Sendo um dos poucos membros da aristocracia que apoiava o partido do Prior do Crato, além de rica, jovem e solteira, assumiu papel de destaque na resistência Angra contra Filipe II de Espanha: forneceu recursos para a manutenção das tropas inglesas e francesas aquarteladas na ilha, dando mesmo apoio monetário ao próprio D. António e ao seu lugar-tenente nas ilhas, o conde Manuel da Silva.
Por essa razão, quando D. António chegou à Terceira, após a derrota na Batalha Naval de Vila Franca, visitou demoradamente Violante do Canto, reconhecendo-a como um dos seus principais apoios na sua luta contra o soberano de Espanha.
Em 1583, consumado o desembarque da Baía das Mós, sepultadas as esperanças dos partidários açorianos do Prior do Crato, D. Álvaro de Bazán, marquês de Santa Cruz, entrou na cidade saqueada de Angra com instruções régias para localizar e proteger Violante do Canto, não permitindo que fosse desrespeitada pelas tropas durante o saque da cidade e trazendo-a para a Corte. Desse modo, foi recolhida a um dos conventos da cidade até à partida de D. Álvaro de Bazán, sendo então embarcada, com um grupo alargado de aristocratas terceirenses, para o exílio.
Segundo o cronista Gaspar Frutuoso, D. Violante, acompanhada por António da Silva, seu meio-irmão, foi conduzida a Castela, rodeada de considerável corte e coberta de honrarias. Permaneceu encerrada em mosteiros, primeiro em Cádis e depois em Jaén, onde terá estado 7 e 11 meses, respectivamente. Depois, por iniciativa régia, foi obrigada a casar, a 1 de Abril de 1585, com Simão de Sousa de Távora, filho de Álvaro de Sousa de Távora e de Francisca de Moura. O noivo era filho de uma irmã de Cristóvão de Moura, um dos principais validos de Filipe II de Espanha em Portugal.
O casal fixou-se em Lisboa, onde D. Violante do Canto viveu até à morte, sem filhos. Depois do casamento sabe-se ter havido uma disputa entre seu marido e Aires Jácome Correia, primo e tutor de Violante, pelas contas da tutoria dela e pelo abandono a que os seus bens estiveram votados na Terceira, e mesmo o desaparecimento de alguns móveis e objectos.
Com o seu falecimento sem descendentes directos, os bens vinculados de que fora administradora reverteram a favor da linha do herdeiro de seu tio António Pires do Canto, na pessoa de Manuel do Canto de Castro, um filho do seu primo Pedro de Castro do Canto. Esta herança levantou grandes desavenças, até porque os agora herdeiros a tinham acusado, quando militavam no partido pró-castelhano e ela no partido antonino, de perseguição e de ter responsabilidades na morte de seu primo direito, Pedro de Castro do Canto, o sucessor directo da primeira linha e do primeiro vínculo de Pero Anes do Canto.
Os restantes bens de Violante do Canto, na esteira das acções de seu próprio pai, reverteram em grande parte a favor da Santa Casa da Misericórdia de Lisboa, do colégio da Companhia de Jesus de São Roque de Lisboa, da Cartuxa de Laveiras e dos Capuchos da Arrábida, entre outras instituições pias.
Apesar de mencionada e louvada em quase toda a historiografia açoriana referente ao período das lutas contra Filipe II de Espanha, a figura de Violante do Canto permaneceu arredada do imaginário popular até à década de 1930. Deve-se a Gervásio Lima e à sua historiografia romantizada a ressureição da figura de Violante, envolvendo-a em uma áurea de romantismo nacionalista, que a lançou no imaginário popular.
As características românticas de jovem heroína, rica e prendada, quase ao gosto de um romance cor-de-rosa, foi rapidamente aproveitada pela propaganda do Estado Novo, então empenhado em fazer esquecer os heróis do liberalismo terceirense em favor de figuras mais nacionais. Foi assim que o tema de Violante do Canto, a par do de Brianda Pereira, firmou-se no imaginário popular, figurando em danças de Carnaval e em outros eventos. Na casa onde nasceu e viveu em Angra, hoje sede do Sport Clube Lusitânia, em plena rua da Sé, foi colocada uma placa alusiva.